# Populärlitteratur
Populärlitteratur är en beteckning på litteratur, ur olika genrer, som utforskar och gestaltar olika delar av människans verklighet. Begreppet används ofta synonymt med kiosklitteratur, underhållningslitteratur, massmarknadslitteratur och triviallitteratur. Populärlitterära verk använder sig ofta av fasta mönster när det kommer till berättarteknik, stil och personskildringar, mönster som i många fall kan ha etablerats redan innan romantikens litteratur.

## Definition
Forskare har haft svårt att ringa in en exakt diskussion av populärlitteratur men de flesta framhåller att det finns en kvalitativ skillnad mellan kvalitetslitteratur och populärlitteratur. Ulf Boëthius ringar in sju definitionssätt som har formulerats sedan slutet av sextiotalet, för att särskilja populärlitteraturen från kvalitetslitteraturen:
1. Populärlitteraturen är den litteratur som folk i allmänhet läser.
2. Populärlitteraturen har särpräglade förhållanden för produktion och distribution, ofta genom långserieböcker och kategoriböcker.
3. Syftet med populärlitteratur är att förströ och underhålla läsaren.
4. Läsakten skiljer sig åt i populärlitteraturen, där läsaren på ett subjektivt sätt finner förströelse i texten.
5. Populärlitteraturen lockar en bred publik genom undermåliga språkliga, estetiska och moraliska framställningar.
6. Helmut Kreuzer gav 1967 populärlitteratur en smaksociologisk definition, där populärlitteraturen förenas av en stor läsekrets och en undermålig estetisk och moralisk framställning.
7. Populärlitteraturens egenart är kategoriböckerna, verk som är språkligt och tematiskt standardiserade och utgivna i långa serier. Exempel är verkeno om Nick Carter, Bill och Ben, Vita serien och Harlequin.

## Populärlitterära genrer
- Kärleksroman[1]
- Science fiction[1]
- Skräckroman[1]
- Deckare[1]
- Fantasy[1]
- Vampyrberättelse[1]
- Historisk roman[1]